# WTCC i Sverige
FIA WTCC Race of Sweden var en deltävling i FIA:s världsmästerskap för standardvagnar, World Touring Car Championship. Deltävlingen kördes endast säsongen 2007, då på Scandinavian Raceway i Anderstorp.
Deltävlingen ersatte FIA WTCC Race of Turkey 2007, vilket blev det första världsmästerskapet i racing i Sverige, sedan Sveriges Grand Prix i Formel 1 år 1978. Det var tänkt att Scandinavian Raceway skulle vara värd för en WTCC-helg även säsongen 2008, men så blev det inte. Istället ersattes den av FIA WTCC Race of Europe på Autodromo Enzo e Dino Ferrari.

## Säsonger
| År   | Bana                 | Race | Segrare förare             | Segrare märke | Rapport             |
| ---- | -------------------- | ---- | -------------------------- | ------------- | ------------------- |
| 2007 | Scandinavian Raceway | 1 2  | Robert Huff Rickard Rydell | Chevrolet     | WTCC i Sverige 2007 |